# یوژف بوژیک
یوژف بوژیک (به مجاری: Bozsik József، زادهٔ ۲۸ نوامبر ۱۹۲۵– درگذشتهٔ ۳۱ مه ۱۹۷۸) بازیکن فوتبال، و سیاست‌مدار اهل مجارستان بود. او تمام دوران حرفه ای فوتبال خود را در باشگاه فوتبال بوداپست هونود گذراند و در تیم ملی هم‌بازی ستارگانی از جمله  فرانس پوشکاش بوده است. از وی در نشریه فرانس فوتبال به عنوان بهترین هافبک دفاعی تاریخ فوتبال یاد شده است.